# Pogled (Arilje)
Pogled (Servisch: Поглед) is een plaats in de Servische gemeente Arilje. De plaats telt 627 inwoners (2002).